# Vincent Lacoste
Vincent Lacoste (París, 3 de julio de 1993) es un actor francés. Empezó su carrera como actor suplente a la edad de quince años, haciendo el papel de Hervé en la película Le Beaux Gosses. El papel le valió el premio Lumières al Actor revelación y una nominación a los premios César en la misma categoría, en 2010. 
En su trayectoria hasta la actualidad obtuvo cuatro nominaciones en los Premios César y en 2016 ganó el premio Patrick Dewaere.

## Carrera

### Inicios en la comedia
Comenzó a trabajar en el cine protagonizando Le Beaux Gosses de Riad Sattouf, papel en la cual ganó en los Premios Lumière como Mejor Actor Revelación y obtuvo una nominación en los Premios César en la misma categoría.
En el año 2011 participó en un total de cuatro comedias francesas junto a los directores Charles Nemes, Maurice Barthélemy, Julie Delpy y Nicolas Benamou.
En el año 2012 actuó un pequeño papel junto a Noémie Lvovsky en la película Camille regresa.

### En la actualidad
Lacoste ha protagonizado películas con papeles más serios cómo Rafaël en Peur de rien de Danielle Arbid, David en la película Amanda de Mikhaël Hers, personaje que le valió una nominación en los Premios César al Mejor Actor y tuvo éxito en Vivir deprisa, amar despacio de Christophe Honoré abordando temáticas como la homosexualidad y el SIDA. Esta fue elegida para competir por el Palma de oro en el Festival de Cannes de 2018.

## Filmografía
| Año  | Título                                      | Personaje             | Notas                                                                                        |
| ---- | ------------------------------------------- | --------------------- | -------------------------------------------------------------------------------------------- |
| 2009 | Le Beaux Gosses                             | Hervé                 | Premios Lumière al Mejor Actor revelación Premios César al Mejor Actor revelación (nominado) |
| 2011 | Au bistro du Moneda                         | Jules                 |                                                                                              |
| 2011 | Coste bajo                                  | Dimitri               |                                                                                              |
| 2011 | Skylab                                      | Cristiano             |                                                                                              |
| 2011 | Juego le Gusta Godard                       | JC                    |                                                                                              |
| 2011 | De l'huile sur le feu                       | Pierrick              |                                                                                              |
| 2012 | Camille regresa                             | Vincent               |                                                                                              |
| 2012 | Astérix y Obélix al servicio de su majestad | Goudurix              |                                                                                              |
| 2014 | Jacky au royaume des filles                 | Jacky                 |                                                                                              |
| 2014 | Hippocrate                                  | Benjamin Barois       | Premios César al Mejor Actor - Nominado                                                      |
| 2014 | Eden                                        | Thomas Bangalter      |                                                                                              |
| 2015 | Journal d'une femme de chambre              | Monsieur Georges      |                                                                                              |
| 2015 | Lolo                                        | Lolo                  |                                                                                              |
| 2015 | Peur de rien                                | Rafaël                |                                                                                              |
| 2015 | La Vida Muy Privada de Mister Sim           | Jacques Sim (20 años) |                                                                                              |
| 2016 | Saint-Amour                                 | Mike                  |                                                                                              |
| 2016 | Tout de suite maintenant                    | Xavier                |                                                                                              |
| 2016 | En Cama con Victoria                        | Sam                   | Premios César al Mejor Actor - Nominado                                                      |
| 2017 | Sahara                                      | Gary                  |                                                                                              |
| 2018 | Vivir deprisa, amar despacio                | Arthur                |                                                                                              |
| 2018 | Amanda                                      | David                 | Premios César al Mejor Actor - Nominado                                                      |
| 2018 | Première année                              | Antoine               |                                                                                              |
| 2019 | Deux Fils                                   | Joachim               |                                                                                              |
| 2019 | The French Dispatch                         |                       |                                                                                              |
| 2022 | Coma                                        | Nicholas              | Voz                                                                                          |
| 2022 | Winter Boy                                  | Quentin               |                                                                                              |
| 2023 | Fumer fait tousser                          | Methanol              |                                                                                              |
| 2024 | Corazones rotos                             | Jeffrey               |                                                                                              |

### Cortometrajes
- 2014 : Couples de Axelle Ropert
- 2014 : Acteurs de Axelle Ropert
- 2016 : L'Enfance d'un chef de Antoine de Bary
- 2016 : Après Suzanne de Félix Moati

## Teatro
- 2012 : À la française de Édouard Baer en el Teatro Marigny